# 雙橡樹 (加利福尼亞州克恩縣)
雙橡樹（英語：Twin Oaks）是位於美國加利福尼亞州克恩縣的一個非建制地區。該地的面積和人口皆未知。

## 地理
雙橡樹的座標為35°18′45″N 118°24′35″W / 35.31250°N 118.40972°W，而該地的平均海拔高度為861米（即2825英尺）。